# Incestophantes crucifer
Espèce
Synonymes
- Bathyphantes crucifer Menge, 1866
- Incestophantes australis Gnelitsa, 2009

Incestophantes crucifer est une espèce d'araignées aranéomorphes de la famille des Linyphiidae.

## Distribution
Cette espèce se rencontre en Europe et en Sibérie occidentale.

## Description
Les mâles mesurent de 2,2 à 2,7 mm et les femelles de 2,2 à 2,7 mm.

## Publication originale
- Menge, 1866 : Preussische Spinnen. Erste Abtheilung. Schriften der Naturforschenden Gesellschaft in Danzig, (N.F.) vol. 1, p. 1-152 (texte intégral).